# Viksmon
Viksmon är en by i Graninge distrikt (Graninge socken) i Sollefteå kommun i Västernorrlands län (Ångermanland). SCB avgränsade och namnsatta en småort mellan 1990 och 2020 med namnet Viksmon och Märraviken som omfattar bebyggelse både i Viksmon och i den angränsande byn Märraviken. Vid avgränsningen 2023 klassades området åter som småort.